# 22833 Скотт'ю
22833 Скотт'ю (22833 Scottyu) — астероїд головного поясу, відкритий 7 вересня 1999 року.
Тіссеранів параметр щодо Юпітера — 3,639.